# Фаюми

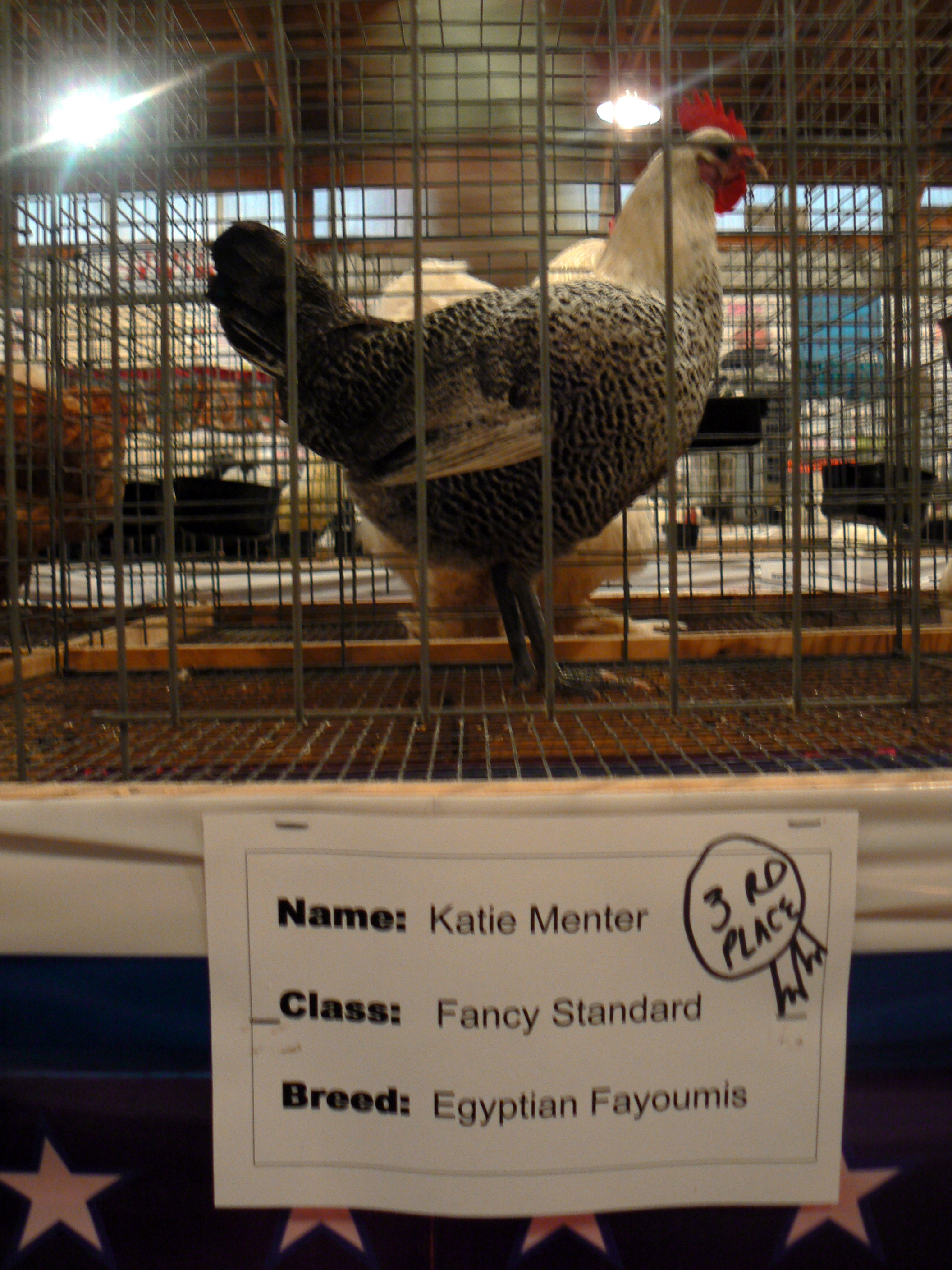
Курица породы фаюми на выставке

Фаюми (также египетский фаюми) — одна из так называемых автохтонных (народных) пород кур. Тип продуктивности - яичный. Порода была выведена в Древнем Египте путём так называемой народной селекции. В Европу, вероятно, была завезена несколько раз, сначала римлянами, в результате чего она дала начало нескольким близким яичным породам в Италии и Галлии, а затем, повторно, в Великобританию и США в 1940-х годах, что было официально задокументировано. Британская ассоциация птицеводов закрепила стандарт породы в конце XX века, но она до сих пор не признана в США, хотя и имеет там довольно широкое распространение среди любителей птицеводов.
Большие популяции фаюми в последнее время были завезены в Эфиопию. Порода также широко распространена во многих странах Передней Азии (Иран и Пакистан), куда она попала вместе с арабскими завоеваниями. Порода, однако, практически не встречается в России, хотя и упоминается в официальных документах Россельхознадзора о Пакистане. В самом Египте порода распадается на несколько близких популяций.
Порода легковесна, вес взрослых петухов - 2,0 кг (4,5 фунтов), кур 1,6 кг (3,5 фунта), и мелкояична. Отличается ранним созреванием: яйцекладка начинается в 4-месячном возрасте. Инстинкт насиживания у кур обычно проявляется поздно, на 2—3-й год жизни. Хорошо приспособлена к сухому, жаркому климату. Абсолютно нетребовательна к кормам и условиям содержания, любит насекомых (кузнечиков) и травы, в тёплое время года может полностью обходится подножным кормом. Легко дичает, может ночевать на деревьях и устраивать гнёзда на земле среди кустарников.